# Dave Tork
Pour les articles homonymes, voir Tork.
David « Dave » Tork (né le 25 août 1934) est un athlète américain spécialiste du saut à la perche.

## Carrière
Le 28 avril 1962, à Walnut en Californie, Dave Tork établit un nouveau record du monde de la discipline en franchissant une barre à 4,93 m, améliorant de quatre centimètres l'ancienne meilleure marque mondiale établi un mois plus tôt par son compatriote John Uelses. Il est dépossédé de son bien moins d'un mois plus tard par le Finlandais Pentti Nikula (4,94 m).
L'Américain remporte le titre des Jeux panaméricains de 1963, à São Paulo, avec un saut à 4,90 m.

## Palmarès
| Date | Compétition        | Lieu      | Résultat | Performance |
| ---- | ------------------ | --------- | -------- | ----------- |
| 1963 | Jeux panaméricains | São Paulo | 1er      | 4,90 m      |